# Sosthène Ayikuli Udjuwa

Wappen von Sosthène Ayikuli Udjuwa

Sosthène Ayikuli Udjuwa (* 7. Juli 1963 in Faradje, Demokratische Republik Kongo) ist ein römisch-katholischer Geistlicher und Bischof von Mahagi-Nioka.

## Leben
Sosthène Ayikuli Udjuwa empfing am 15. Juli 1993 das Sakrament der Priesterweihe.
Am 16. November 2010 ernannte ihn Papst Benedikt XVI. zum Bischof von Mahagi-Nioka. Der Erzbischof von Kisangani, Marcel Utembi Tapa, spendete ihm am 12. Januar 2011 die Bischofsweihe; Mitkonsekratoren waren der Bischof von Doruma-Dungu, Richard Domba Mady, und der Bischof von Isiro-Niangara, Julien Andavo Mbia.